# Campionat del món de ciclisme en pista de 1899
El Campionat Mundial de Ciclisme en Pista de 1899 es va celebrar a Mont-real (Canadà) del 9 a l'11 d'agost de 1899. La competició es van realitzar al Velòdrom de Queen's Park a Verdun. En total es va competir en 4 disciplines, 2 de professionals i 2 d'amateurs.

## Resultats

### Professional
| Prova                | Or                          | Argent                     | Bronze                            |
| Velocitat individual | Major Taylor · Estats Units | Tom Butler · Estats Units  | Gaston Courbe d'Outrelon · França |
| Darrere moto         | Harry Gibson · Canadà       | Hugh Mclean · Estats Units | Alf Boake · Canadà                |

#### Amateur
| Prova                | Or                              | Argent                      | Bronze                   |
| Velocitat individual | Thomas Summersgill · Regne Unit | Earl Peabody · Estats Units | John Caldow · Regne Unit |
| Darrere moto         | John Nelson · Estats Units      | Ben Goodson · Austràlia     | William Riddle · Canadà  |

## Medaller
| Pos. | País         | Or | Plata | Bronze | Total |
| 1    | Estats Units | 2  | 3     | 0      | 6     |
| 2    | Canadà       | 1  | 0     | 2      | 3     |
| 3    | Regne Unit   | 1  | 0     | 1      | 2     |
| 4    | Austràlia    | 0  | 1     | 0      | 1     |
| 5    | França       | 0  | 0     | 1      | 1     |